# Athenodoros Kordylion
Athenodoros Kordylion (griechisch Αθηνόδωρος Κορδυλίων Athēnódōros Kordylíōn; * in der ersten Hälfte des 1. Jahrhunderts v. Chr. in Tarsus) war ein griechischer Philosoph und Anhänger der Stoa. Als Hüter der Bibliothek von Pergamon ist über Athenodoros bekannt, dass er einige Passagen, die ihm nicht gefielen, aus Büchern entfernte. Bekannt wurde er vor allem durch den römischen Politiker Cato den Jüngeren, der 67 oder 66 v. Chr. bei ihm in Pergamon studierte. Athenodoros Kordylion folgte Cato nach Rom, wo er bis zu seinem Tode in dessen Haus lebte.